# ウクライナの文化
ウクライナの文化（ウクライナ語：Українська культура）とは、ウクライナの歴史を通じて形成されてきたウクライナ人の物質文化、精神文化および価値観が反映されている。
家族を大切にする価値観や、特色ある宗教、ウクライナ刺繍、伝統の民俗音楽はウクライナという国の文化において大きな要素である。また、ウクライナ文化は民衆の魂を映し出す鏡のようであり、常にウクライナ人に関する民族研究やキエフ、キエフ大公国およびその周辺地域の歴史に焦点を当てた「ウクライナ史学」と密接に結びついている。

## 歴史
ウクライナという国は長い間、その独立を守るために幾度も困難を経験してきたものの、ウクライナの国民は自らの文化的財産を守り続け、その豊かな文化遺産に誇りを持っている。文学の分野では、ウクライナ語の書き言葉を用いたイヴァン・コトリャレフスキー、タラス・シェフチェンコ、イヴァン・フランコといった多くの作家が輩出されてきた。1991年にソ連から独立して以来、ウクライナ文化はすでに著しい復興を遂げている。

### 古代・中世
ウクライナの地における最古の文化遺物の証拠は、ネアンデルタール人の時代の装飾されたマンモスの牙にまで遡る。その後、紀元前4世紀に南部の遊牧民であるスキタイ人のような部族がウクライナの祖先の一部となり、トフスタ・モヒラ古墳で発見された胸飾りなど、精巧な金製品を文化遺産として残した。
現代のウクライナ文化は、キエフという都市を中心とした古代国家キエフ・ルーシや、ハールィチ・ヴォルィーニ大公国と密接な関係を持っていて、これらはどちらもウクライナ人が直接的な血縁的祖先とされる存在である。ウクライナ人民共和国の歴史家であり学者・政治家でもあったミハイロ・フルシェフスキーは、ウクライナを「ウクライナ・ルーシ」と呼び、現代のウクライナがキエフ・ルーシの歴史を正統に継承する国家であることを強調した。
ウクライナ文化の民間や日常生活においては、伝統的な農民の民芸品、刺繍、民家が非常に重要な要素である。これらは当時利用可能な資源によって特徴付けられてき、特にウクライナ刺繍は今なお世代を越えて受け継がれ、独自の芸術形式として高く評価されている。
現代のウクライナに見られる習慣や風習は、ウクライナ・ギリシャ・カトリック教会やルーシ・ギリシャ・カトリック教会など、東方正教会系の影響を強く受けつつ、キリスト教以前のスラブ神話の伝統にも深く根ざしている。ソビエト連邦成立以前、ウクライナ文化はロシアやベラルーシなど、ほかの東スラブ民族の文化から大きな影響を受ける一方で、これらに影響も与え続けてもいた。

### ロシア帝国・ソ連支配の時代
ウクライナ文化は、その独自性を保ちながら生き残るために、多くの困難を乗り越えてきた。歴史上、この国とその人々を支配した外国勢力や帝国は、ウクライナの人々を自国民に同化させる政策を実施し、ウクライナ特有の文化的要素の一部を排除しよう、または完全に抹殺しようとすることを何度も繰り返していた。例えば、ロシア帝国やソ連による「ロシア化政策」はウクライナ文化の発展に重大な障害をもたらした。
近代化・現代化が進む中でも、ウクライナは伝統を重んじる国であり、特定の慣習や儀式を守ることが農業社会から工業社会への移行において、中核的な役割を果たしている。多くの重要な祝祭日や行事は、現代の西欧で用いられる『グレゴリオ暦』ではなく、より古い『ユリウス暦』に基づいているため、ウクライナ人は暦の上での感覚が世界の多くの国々と異なると捉えることが非常に多い。これにはクリスマスや大晦日が含まれ、いずれもウクライナ文化において非常に重要な行事である。

### 独立後
2022年のロシアによるウクライナ侵攻の際、ウクライナ文化情報政策省に拠ると、すでに1,945件の文化関連の施設が被害を受けていた。破壊、または損傷を受けた文化施設には図書館、博物館、美術館、劇場、動物園、そして芸術院などが含まれている。これらの被害を受けた施設を再建するには、最低でも10年が必要と見積もられている。

## 建築
ウクライナの建築は、その特定の場所と時代に特有の特徴を反映しており、建築様式や細部のデザインは、美学だけでなく、当時の政治的および経済的な状況も反映している。

### 民家
ウクライナの異なる地域には、それぞれ地域の伝統と代々受け継がれてきた知識に基づいた独自の民家様式がある。セントラル・ナドニプリャンシュチナ地方（つまりドニプロ・ウクライナ）の民俗建築と生活の専門博物館はペレヤスラフに位置し、さまざまな民家の様式を見ることができる。この野外博物館には、13のテーマ別展示館、122の民家建築の例、30,000点以上の建築に関する文化遺物が収められている。また、ウクライナのほかの民家や博物館では、ウクライナ式の装飾を意図的に建築の外観に取り入れ、ウクライナならではの技法を強調することが多い。前述の博物館も、装飾的仕上げに古代の伝統的なデザインパターンを使用している。

### 博物館と図書館
また、ウクライナには約5,000の異なる博物館があり、代表的なものとして、ウクライナ国立美術館、ウクライナ国立歴史博物館、西洋・東洋美術博物館、ウクライナ国立チェルノブイリ博物館（キエフ）、リヴィウ国立美術館、ポルタヴァ美術館、シンフェローポリ美術館など、芸術・歴史・伝統などさまざまな分野に特化した博物館がある。これらの博物館の多くは、文化遺産と同様に、2022年のロシアによるウクライナ侵攻により、破壊や崩壊の危機に瀕している。
ウクライナには14の国家的に重要な図書館があり、例えば、ウクライナ・ヴェルナーツキー国立図書館、ウクライナ国立議会図書館、キエフのウクライナ国立歴史図書館、ハルキウのコロレンコ州立科学図書館などがある。また、ウクライナ国内には45,000の無料、または非常に安価な公共図書館があり、これらの図書館が所蔵する書籍の総数は合計で7億冊にのぼる。

## 装飾的および視覚芸術
ウクライナ式、またはウクライナ風の装飾は、特別な機会だけでなく、日常のあらゆる場面でも使われ、その形態も変わってゆく。装飾やデザインのモチーフには、象徴的な意味や宗教的な意味が重要な役割を果たしている。 『ペレスオプニツィア福音書の写本』から、有名なピサンカやヴィティナンカに至るまで、精緻な本や書物にウクライナの装飾が施され、ウクライナ独自の美学が表現されている。しかし、ウクライナ文化と言語が禁じられた300年以上のロシア化時代に、口承の歴史の多くが失われていた。 イヴァン・ホンチャール博物館、ピサンカ博物館、ウクライナ博物館などの団体は、ロシア化時代でウクライナの民族装飾の保存に尽力している。
ウクライナの各地域には、それぞれ独自の伝統的な装飾があり、その様式は異なり、文化としてのバリエーションが豊富である。また、これらの装飾はウクライナ絵画（ペトリキウカ、コシヴ、オピシュニア、ブブニウカ）、装飾的建築、ウクライナ刺繍、織物モチーフなどの中に見ることができ、その中のいくつかはユネスコ やウクライナの無形文化遺産リスト に登録されている。

## 文学
ウクライナの領土が常に外国に支配されていたため、ウクライナは発展が非常に困難でした。その結果、話し言葉と書き言葉のウクライナ語の間に大きな違いがあり、時にはウクライナ語の使用が印刷されることすら部分的に禁止されることもあった。しかし、リトアニア、ポーランド、ルーマニア、ロシア、オーストリア＝ハンガリー帝国、オスマン帝国といった外国支配の影響で、多くの新しい言葉や用語がウクライナ語に取り入れられ、ウクライナ語は周辺国の言語よりも豊かになった。ロシア帝国やソ連による抑圧にも関わらず、ウクライナの作家たちは多くの文学遺産を生み出すことができた。
一方、多くのウクライナ人はウクライナ語でなく、「ロシア語文学」にも密接に関わりながら、大きな貢献をした。